# Tamniès
Tamniès é uma comuna francesa na região administrativa da Nova Aquitânia, no departamento Dordonha. Estende-se por uma área de 19,56 km². Em 2010 a comuna tinha 396 habitantes (densidade: 20,2 hab./km²).